# 다풀라 2세
다풀라 2세(Dappula II, 756년 ~ 812년)는 9세기 시대 아누라다푸라 왕국의 람바카나 제2왕조 제8대 군주였다.

## 생애
777년(21세 때)에, 명문가 여식인 6년 연하녀와 결혼 후 본부인(훗날 왕비)과 사이에 슬하 3남(3형제)을 두었으며 780년(24세 때)에, 평민가 여식인 15년 연하녀를 측실(훗날 후궁)로 간택을 하여 측실과 사이에 슬하 1남(790년생 외동서자 디야세 람바카나)을 둔 그는 787년에 부왕(父王)인 마힌다 2세 군주가 보위 등극하는 것을 목도하였으며 794년에, 부왕(父王)으로부터 왕태자(王太子)라는 작위에 전격 책봉되었다. 그리고 그로부터 13년 이후가 지난 807년에 부왕(父王)인 마힌다 2세가 심근경색증으로 인하여 향년 72세로 붕어(서거)하자 보령 51세로 보위를 승계하여 등극하였으니 그가 아직 군주로 오르기 이전의 경우를 살피어볼때, 그는 아누라다푸라 왕국 람바카나 제2왕조 역사상 통산 세번째 왕태자(王太子) 출신이기도 하였지만 그것과 동시에 람바카나 제2왕조 역사상 최초의 서자(庶子) 출신 왕태자(王太子)이기도 하였다.
812년에, 당뇨병으로 인하여 향년 56세로 붕어(서거)하자 적장남(嫡長男)인 마힌다 3세가 보령 28세로 보위 등극하였다.

## 같이 보기
- 스리랑카의 역사